# Helena Roque Gameiro
Helena Roque Gameiro OIP (Lapa, Lisboa, 2 de Agosto de 1895 – São Mamede, Lisboa, 26 de Abril de 1984) foi uma pintora aguarelista portuguesa.

## Biografia
Era filha de Alfredo Roque Gameiro e de Maria da Assunção de Carvalho Forte (Pena, Lisboa, c. 1872 – ?) e irmã dos também artistas Raquel, Manuel, Màmia e Ruy Roque Gameiro.
Cresceu numa família de artistas. Com apenas 14 anos, Helena dava aulas de desenho e pintura, no atelier do pai na Rua D. Pedro V em Lisboa. As alunas  eram todas mais velhas do que ela.
Foi professora de Artes Decorativas na Escola Secundária António Arroio durante 25 anos, tendo sido distinguida por essa actividade como Oficial da Ordem da Instrução Pública a 14 de Junho de 1940.
A 17 de agosto de 1923, casou civilmente na Amadora (então uma freguesia do concelho de Oeiras) com o cineasta José Leitão de Barros, de quem teve dois filhos, José Manuel e Maria Helena.
Conjuntamente com os seus irmãos Raquel Gameiro e Manuel Roque Gameiro, participou, em 1911, numa exposição realizada no atelier da rua D. Pedro V. Figurou com aguarelas em diversas exposições da Sociedade Nacional de Belas Artes (1913, 1915, 1924, 1925). Na Décima Exposição, em 1913, recebeu menção honrosa na Secção de Aguarela. Participou na primeira Exposição de Aguarela da S.N.B.A., em 1914. Em 1917, obteve a primeira medalha na Secção de Aguarela na Terceira Exposição de Aguarela, Desenho e Miniatura. Acompanhou o seu pai ao Rio de Janeiro e a São Paulo, em 1920, obtendo assinalável êxito. Em Maio de 1922, Helena Roque Gameiro organizou uma exposição de Arte Aplicada e, em Janeiro de 1923, apresentou-se de novo ao público. Participou na Exposição de Arte, organizada em Junho de 1925, em honra do Congresso para o Progresso das Ciências. Em 1933 expôs, no Porto, com Alfredo e Raquel Gameiro. 
Após a morte de seu pai e mestre, ocorrida em 1935, esteve longos anos sem expor, sabendo-se que realizou uma mostra de aguarelas, em Fevereiro de 1947, no estúdio do Secretariado Nacional de Informação. 
Morreu vítima de tuberculose pulmonar a 26 de abril de 1984, aos 88 anos, na freguesia de S. Mamede, em Lisboa, onde residia. Foi sepultada no Cemitério dos Prazeres.
Vários museus nacionais e internacionais possuem obras de sua autoria, entre os quais o Museu do Chiado, o Museu de José Malhoa, o Museu Grão Vasco e o Museu de Arte Moderna do Rio de Janeiro.